# Montloué
Montloué is een gemeente in het Franse departement Aisne (regio Hauts-de-France) en telt 180 inwoners (2004). De plaats maakte deel uit van het arrondissement Laon, maar werd op 1 januari 2017 overgeheveld naar het arrondissement Vervins. 
In 2008-2009 werd in Montloué een windmolenpark aangelegd met een jaarlijkse capaciteit van 17 GW.h, de elektriciteitsbehoefte van circa 7.000 personen. Dit windmolenpark brengt belangrijke nieuwe inkomsten mee voor het dorpje, dat tot die tijd uitsluitend op landbouw aangewezen was.

## Geografie
De oppervlakte van Montloué bedraagt 15,1 km², de bevolkingsdichtheid is 11,9 inwoners per km².
De onderstaande kaart toont de ligging van Montloué met de belangrijkste infrastructuur en aangrenzende gemeenten.

## Demografie
Onderstaande figuur toont het verloop van het inwonertal (bron: INSEE-tellingen).
Vanwege een beveiligingsprobleem met de MediaWiki Graph-software is het momenteel niet mogelijk deze grafiek weer te geven. Zodra de software is bijgewerkt zal de grafiek vanzelf weer zichtbaar worden.